# Вагар
Вагар (перс. Vágar) је острву у саставу Фарских Острва. Налази се западном делу. Захвата површину од 176 км² и на њему живи око 2.900 становника. Највеће место је град Мидвагур. Највиши врх острва је Арнафјал са 755m. Својим обликом Вагар подсећа на псећу главу.

## Насеља
На Вагару се налази шест насеља:
- Мидвагур (Miðvágur)
- Сандавагур (Sandavágur)
- Сервагур (Sørvágur)
- Бур
- Гасадалур (Gásadalur)
- Ватнсојрар (Vatnsoyrar)

## Галерија
- Мапа острва
- Сервагур
- Поглед са пучине